# Nationaal park Canaima
Het Nationaal park Canaima (Spaans: Parque nacional Canaima) is een park met een oppervlakte van 30.000 km² in het zuidoosten van Venezuela in de deelstaat Bolívar en is een onderdeel van het Hoogland van Guyana. Het grenst aan Brazilië en aan Guyana.
Het park werd opgericht op 13 juni 1962. Het had toen een oppervlakte van 10.000 km², maar in 1975 werd het uitgebreid tot de huidige 30.000 km². Het is nu een van de grootste natuurparken ter wereld. In 1994 kreeg het een plaats op de werelderfgoedlijst van UNESCO
Een groot deel van Nationaal park Canaima bestaat uit de door dalen doorkliefde hoogvlakte Gran Sabana. Karakteristiek zijn de tafelbergen van zandsteen, die tepui's worden genoemd. Deze bergen bestrijken ongeveer 65% van het gebied.
Op de hoogvlakten kon zich een unieke flora en fauna ontwikkelen. Doordat de hoogvlakten klimatologisch geïsoleerd liggen van het regenwoud komen er verschillende endemische soorten ontstaan. Enkele bijzondere diersoorten in nationaal park Canaima zijn het reuzengordeldier, de reuzenotter en de tweevingerige luiaard.
In het park bevindt zich ook de hoogste waterval ter wereld, de Ángelwaterval of Salto Angel. Ook de Kuquenan is een bekende waterval.
Ciudad Universitaria de Caracas · Coro en zijn Haven · Nationaal park Canaima
- Gemeinsame Normdatei: 7708961-3
- Library of Congress Control Number: sh94007575
- Nationale Bibliotheek van Tsjechië: ge799858
- Nationale Bibliotheek van Israël: 987007556317905171
- Virtual International Authority File: 236625734